# Södertälje stadsbibliotek
Södertälje stadsbibliotek är ett bibliotek i Luna kulturhus i Södertälje i Södermanland och Stockholms län. Biblioteket öppnade 1934, och finns i sina nuvarande lokaler sedan 1978.

## Historia
Sedan mitten av 1800-talet har olika former av bibliotek funnits i Södertälje. 1934 öppnade en förening ett stadsbibliotek på Rådhusgatan 11. Verksamheten togs över i kommunal regi 1945. 1961 flyttade biblioteket in i kontorsdelen av det då nybyggda Domusvaruhuset.
I november 1960 tillsattes en kommunal utredning om framtida biblioteksverksamhet i staden, vilken ledde till ökade anslag. 1963 avsattes medel för utökning av antalet böcker, inrättande av bokbuss och inköp av utrustning för musiklyssning. 1964 införskaffades grammofonutrustning samt bokbuss enligt beslutet.
Från 1967 etablerades lokala kombinerade stadsdels- och skolbibliotek med start i Västergård och Ronna, samt 1975 i Hovsjö. I samband med kommunsammanslagningarna 1967 och 1971 tillfördes ytterligare bibliotek till organisationen. Från 1970 etablerade man arbetsplatsbibliotek på Scania-Vabis.
Även om lokalerna i Domushuset var mer ändamålsenliga än de gamla på Rådhusgatan upplevdes det som negativt att de endast kunde nås med hiss. Flera alternativ till lokaler i markplan utreddes av drätselkammaren, men man valde till slut att etablera sig som en del av det projekterade Luna kulturhus. Biblioteket i Luna öppnade 1978.
Under 1980-talet minskade anslagen till biblioteksverksamheten. Från 1990-talet gjordes satsningar på internet och digital media.

### Bildgalleri – historiska bilder

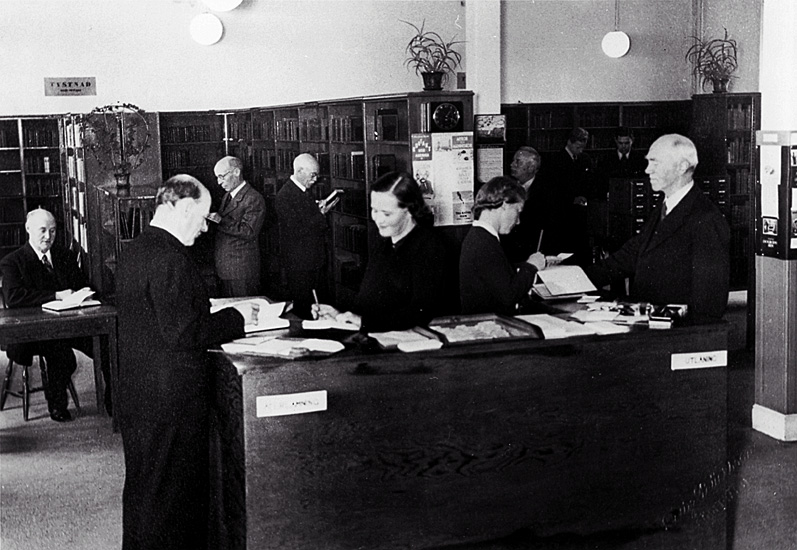
Disk och bokhyllor i den första lokalen på Rådhusgatan 11, 1941
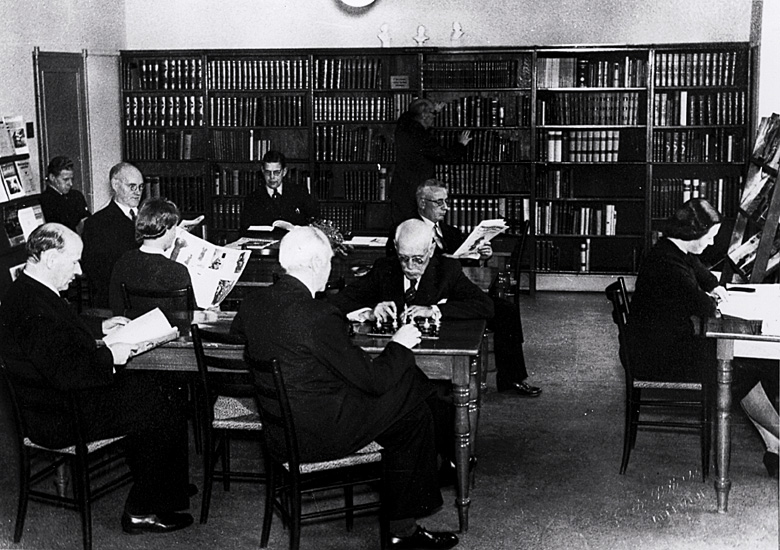
Läsesal i den första lokalen på Rådhusgatan 11, 1941
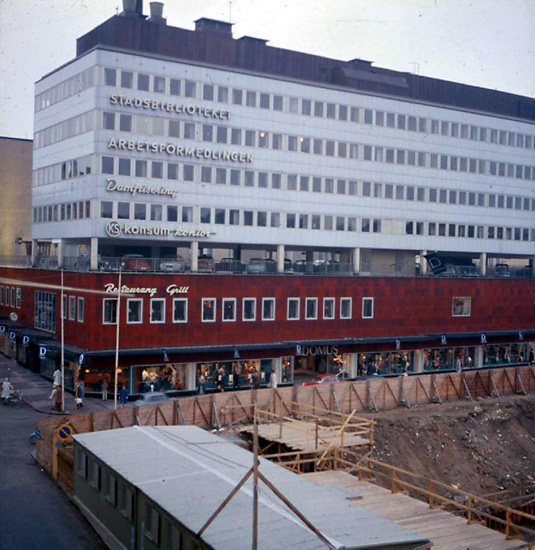
Domusvaruhuset med skyltar för stadsbiblioteket vid de övre våningarna 1962

## Verksamhet
Biblioteket har cirka 200 000 böcker, varav en fjärdedel på barn- och ungdomsavdelningen. Genomströmningen är i genomsnitt 2 250 dagliga besök.
Stadsbiblioteket är ett av sex folkbibliotek i kommunen. Under 2020 öppnades ett nytt bibliotek för ungdomar i årskurs 4-6 i en närliggande lokal.

### Specialsamlingar
Lokalsamlingen är en särskild samling med böcker och andra medier som har anknytning till Södertälje med omnejd. Avsikten är att samlingarna ska vara en tillgång för den som vill fördjupa sig i Södertäljes lokalhistoria och kulturarv. Samlingen består av ca. 680 titlar och innehåller såväl skön- som facklitteratur.
I det assyriska/syrianska biblioteket finns dokument och böcker som rör den assyriska/syrianska folkgruppens kultur och historia. I samlingen återfinns olika typer av medier på mer än tio olika språk. Det var lokalpolitikern Emil Barhebreus som i en motion till kommunfullmäktige år 2000 föreslog att en sådan samling borde instiftas i Södertälje, med inspiration från det kurdiska biblioteket i Stockholm.

## Bildgalleri huvudbiblioteket

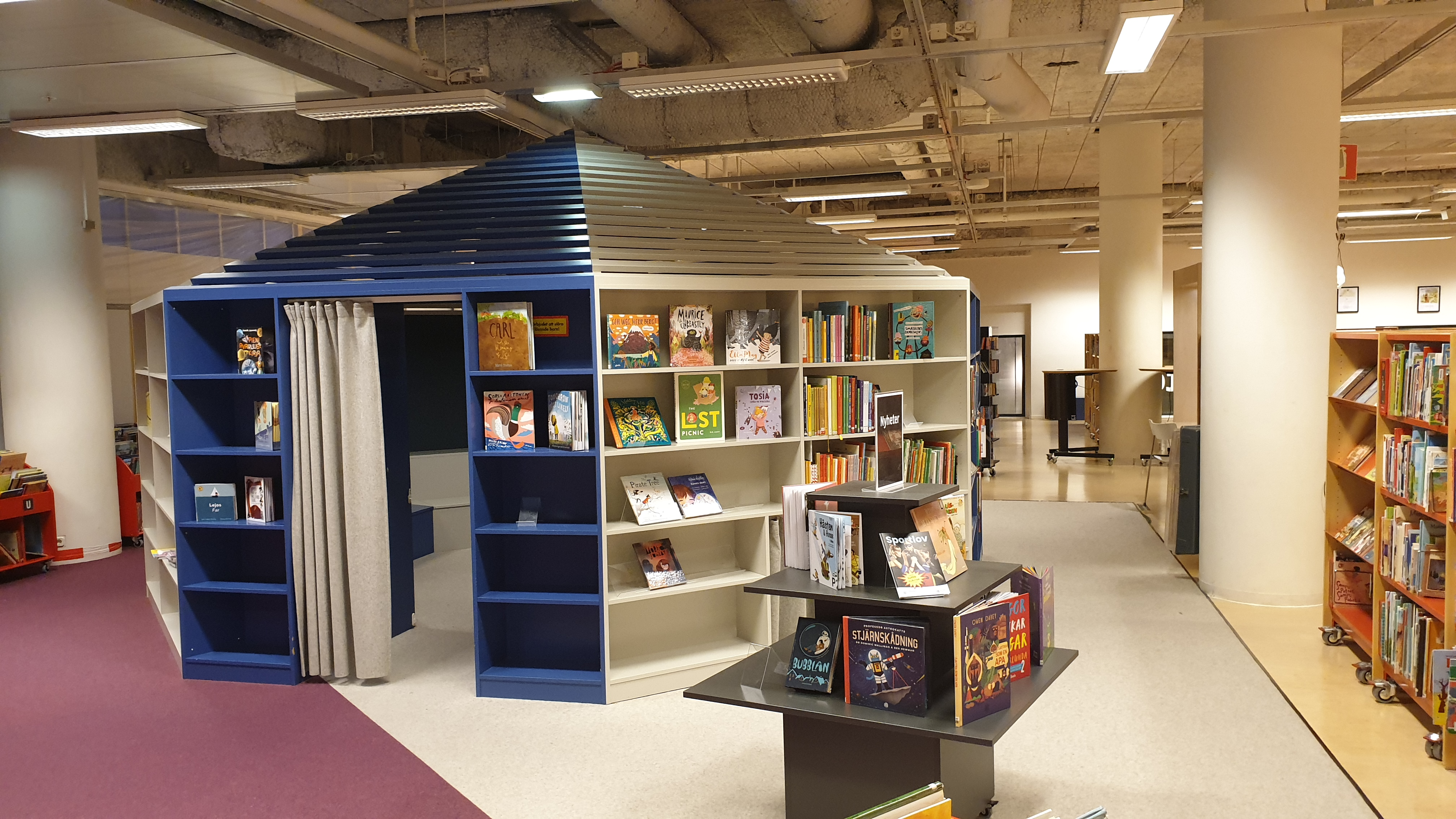
Sagohuset
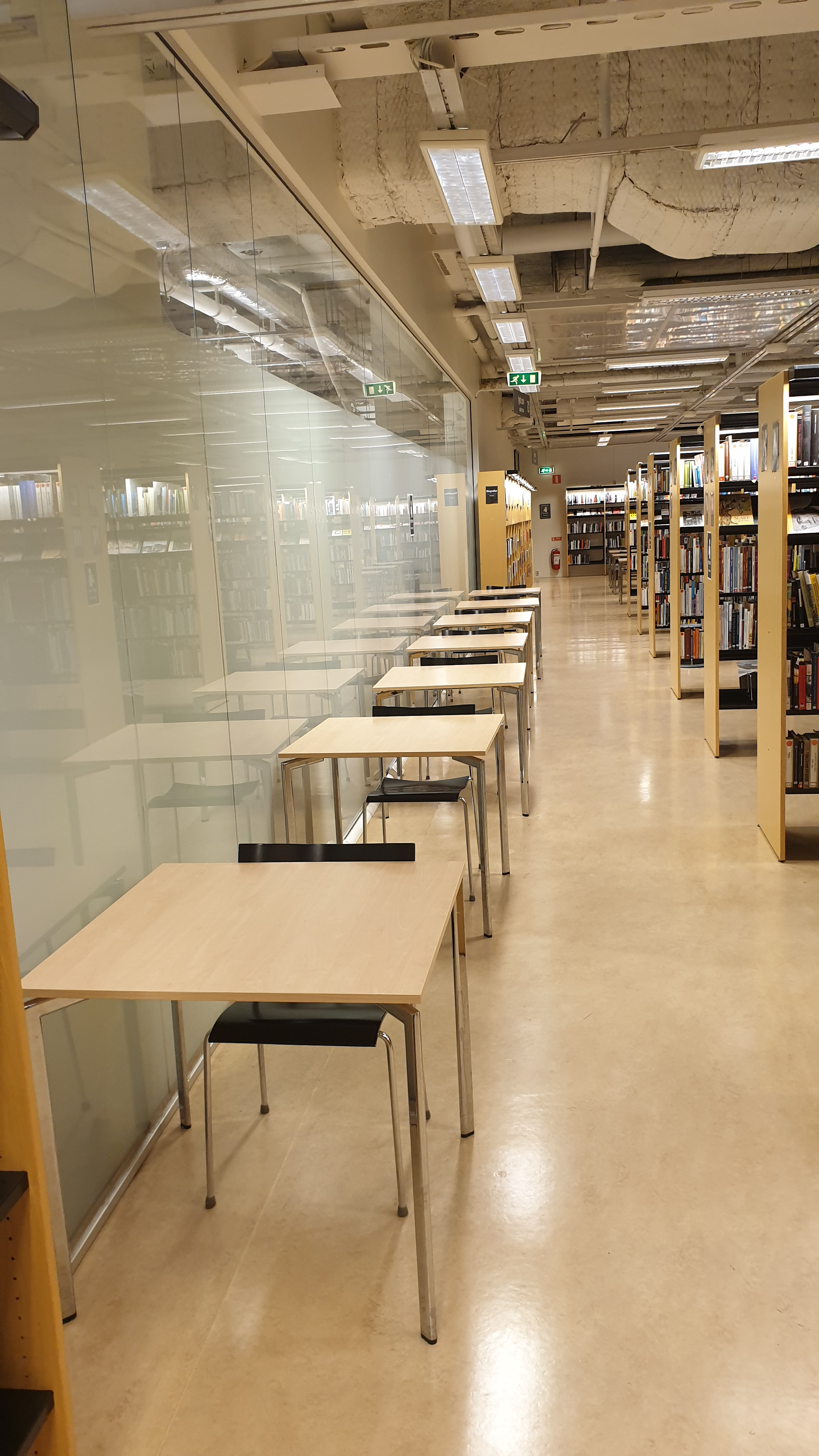
Tyst zon
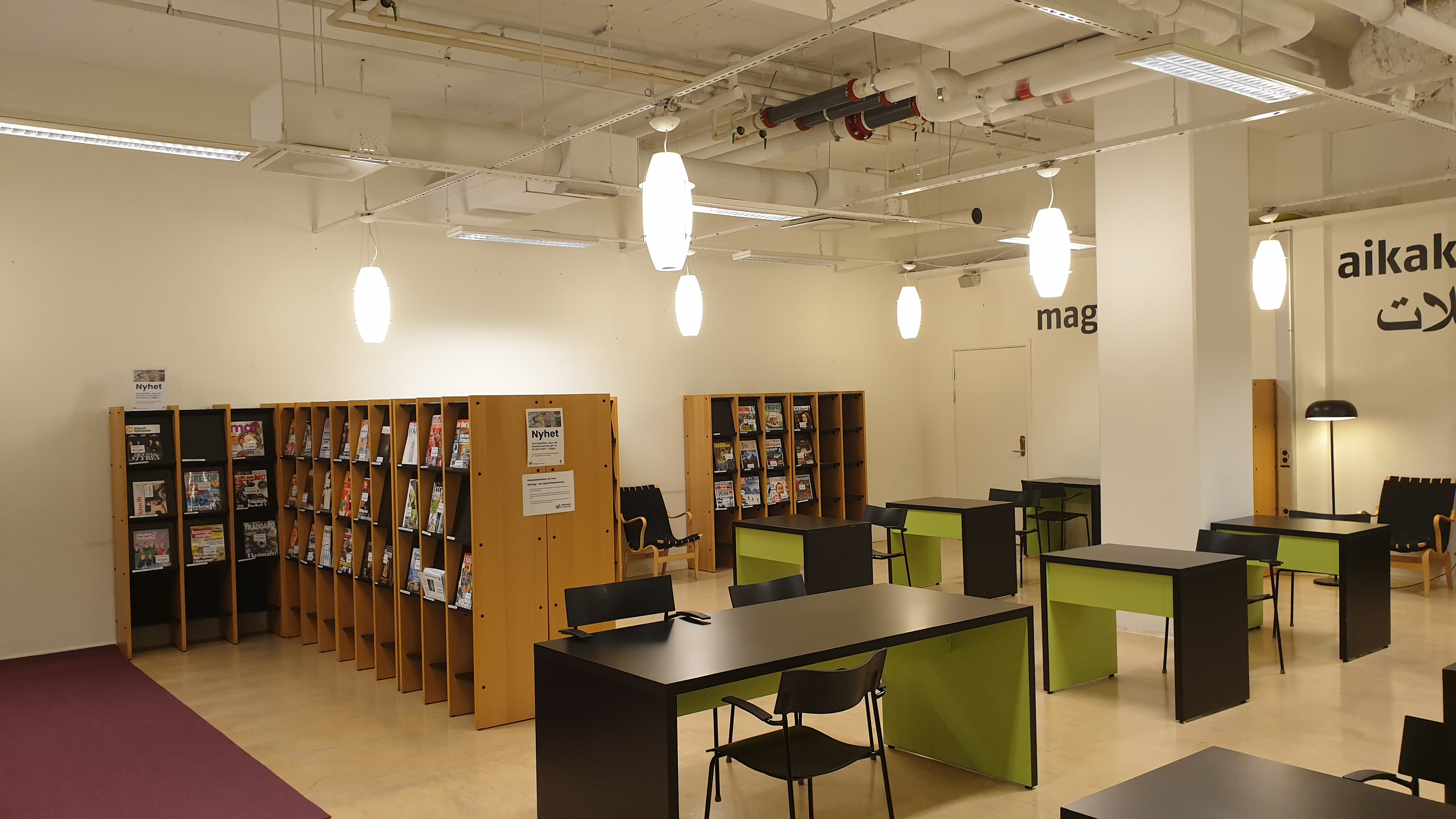
Tidskriftsrummet
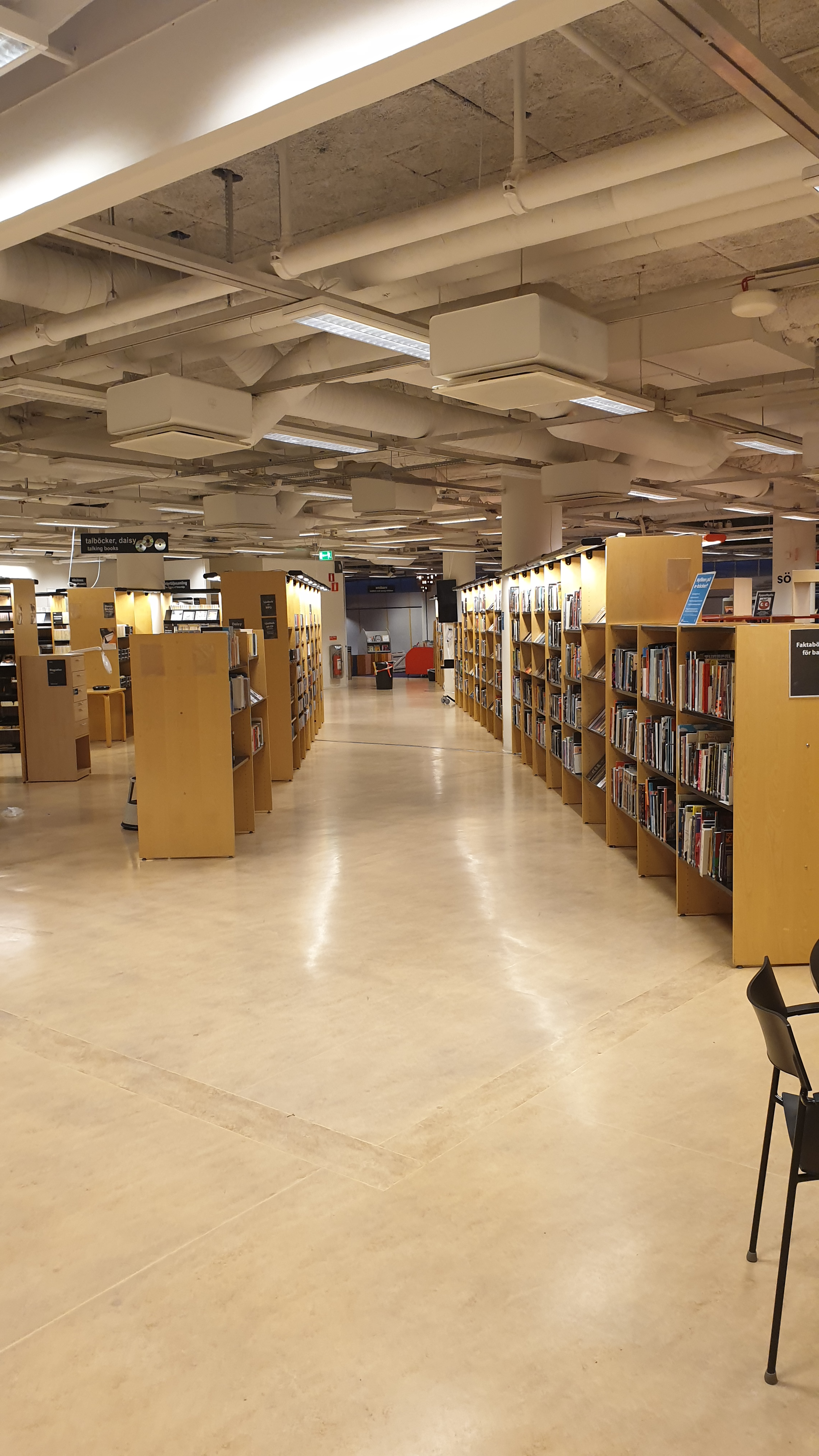
Samlingar
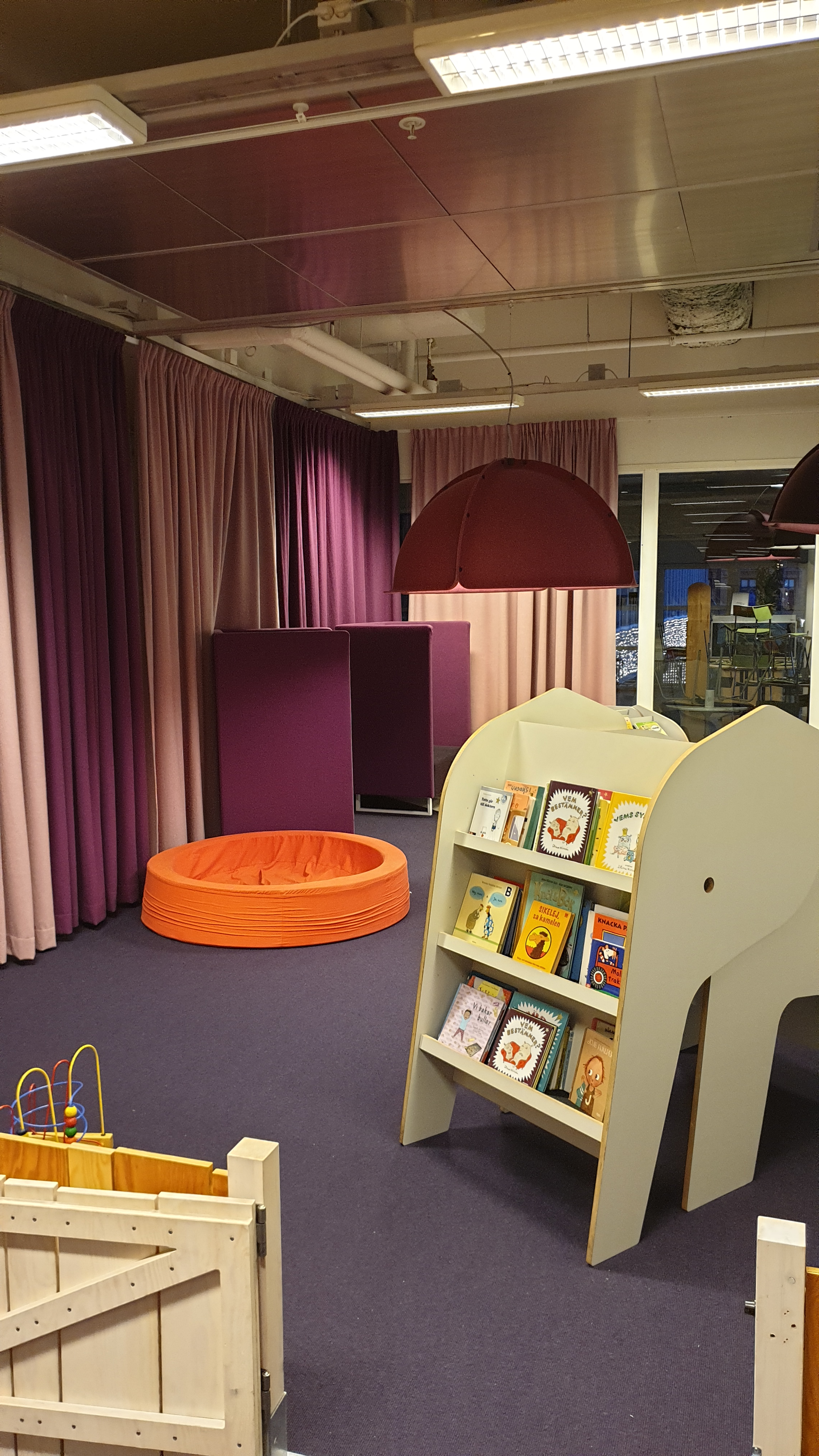
Småbarnsavdelningen

## Bildgalleri – bokbussen

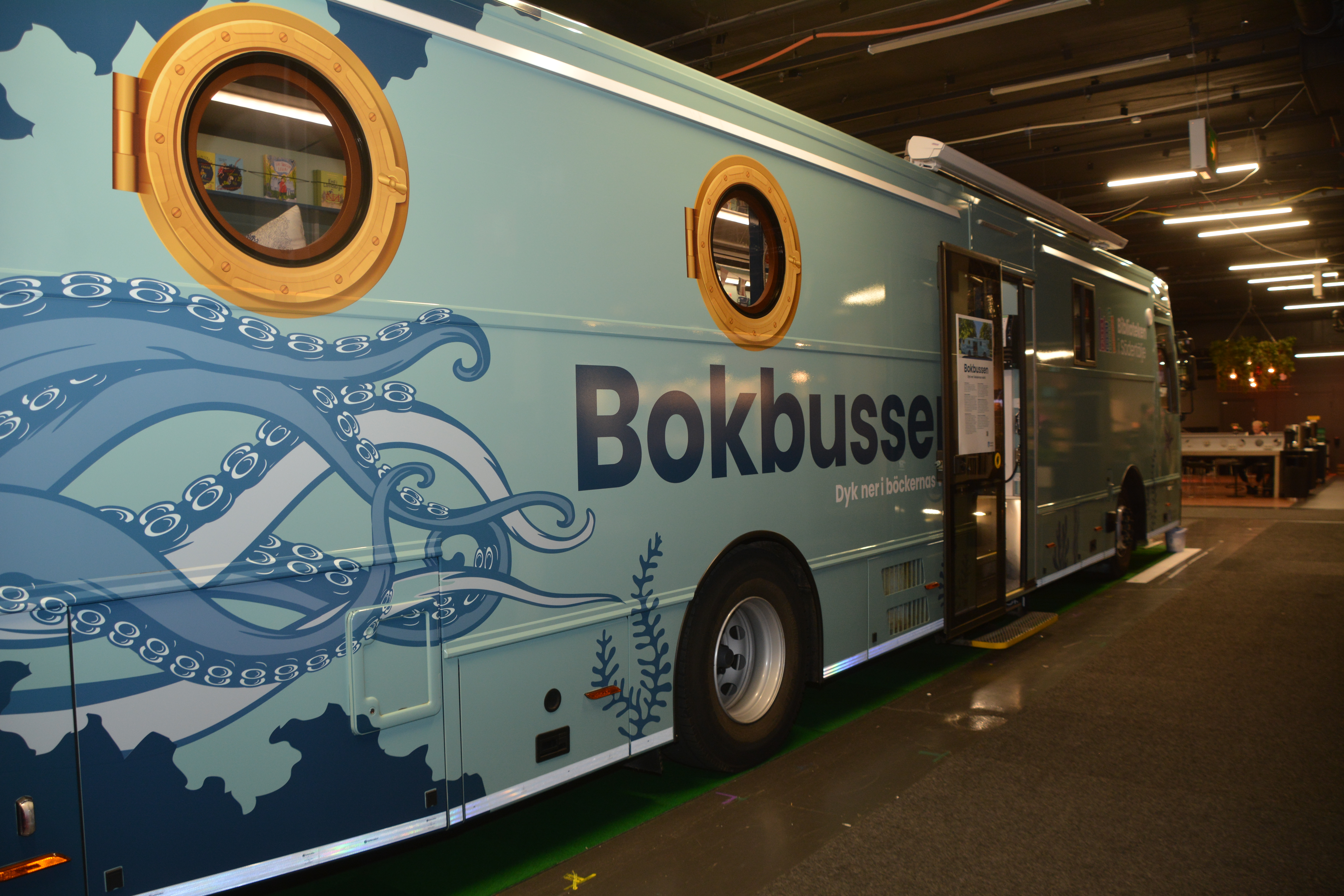
Bokbussen från 2023 på Bokmässan i Göteborg 2023
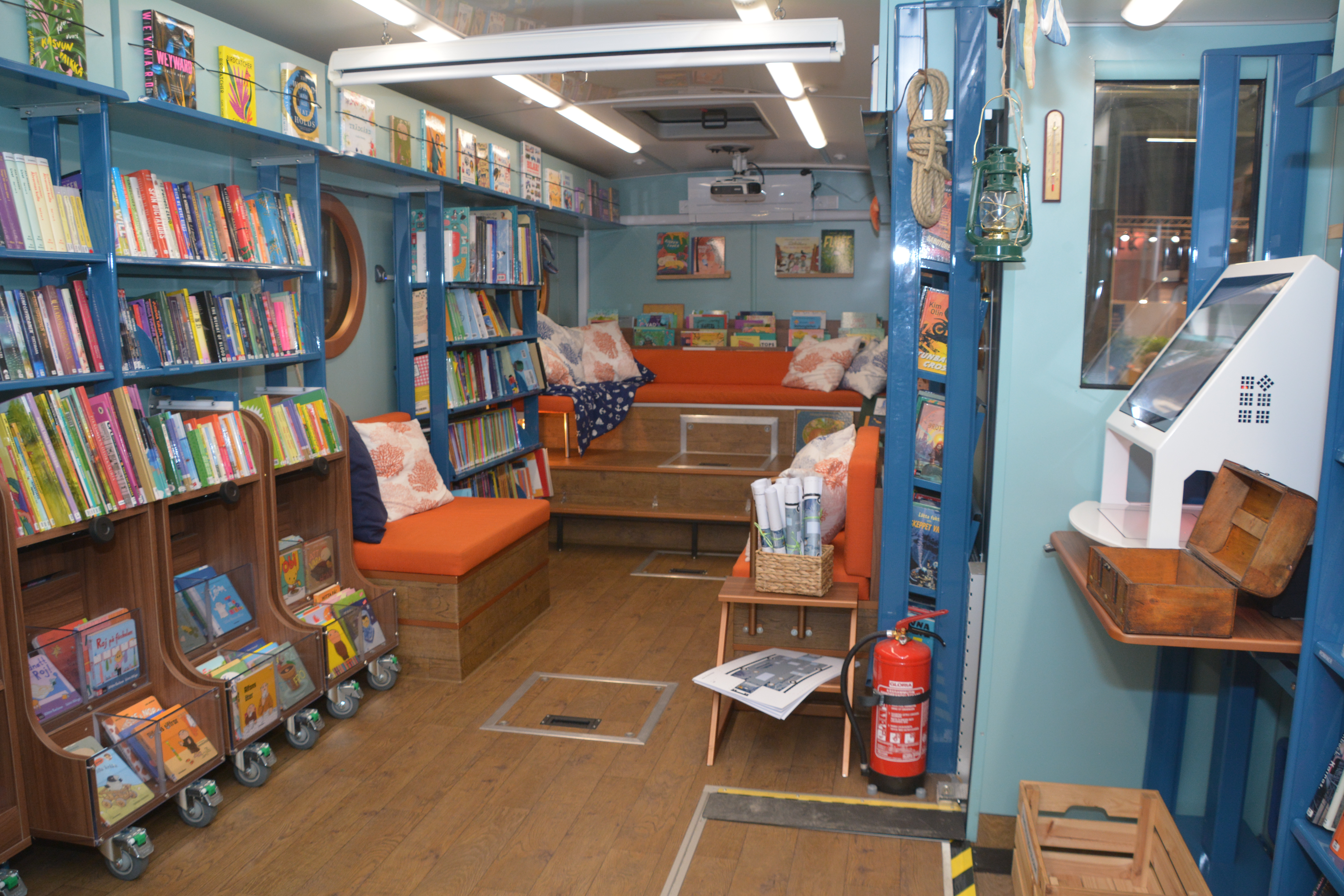
Interiör

## Filialer
Stadsbiblioteket har fem filialer i Enhörna, Hovsjö, Hölö, Järna och Mölnbo.
- Hölö bibliotek är beläget i Hölöskolan och är ett kombinerat folk- och skolbibliotek.
- Biblioteket i Järna ligger i Järna centrum.
- Hovsjö bibliotek ligger i Hovsjö hub.
- Mölnbo bibliotek ligger i Mölnboskolan och är ett kombinerat folk- och skolbibliotek.
- Enhörna bibliotek ligger i Vallaskolan och är ett kombinerat folk- och skolbibliotek.